# Terezinha do Acordeom
Terezinha do Acordeon (Salgueiro, ) é uma cantora, compositora, e acordeonista brasileira. 
Começou a tocar sanfona aos 14 anos de idade, quando participou de um grupo musical formado na escola onde estudava. Em 1970, mudou-se para o Recife e, ao casar, abandonou a carreira artística. Em 1983, retomou a carreira artística e no ano .
Em 1984 gravou seu primeiro LP, intitulado Terezinha do Acordeon - Alegria do Sertão. O primeiro CD, Sina da Cigarra, foi lançado em 1997.
Em 2017 foi a vez da capital a reconhecer oficialmente como cidadã. A cerimônia que concedeu o titulo de cidadã do Recife a Terezinha do Acordeon aconteceu na Câmara Municipal, onde um requerimento do vereador Alcides Teixeira Neto (PRTB) solicitando a honraria foi aprovado por unanimidade pelos parlamentares. O evento, presidido pelo vereador Hélio Guabiraba (PRTB), reuniu amigos e familiares, além de personalidades e autoridades do setor cultural. A música fez parte da solenidade em diversos momentos, como na condução da homenageada até o plenário por uma comissão de seis sanfoneiros e na execução do Hino Nacional pelo sanfoneiro Beto Ortiz. 